# イレーネ・ヨアヒム
イレーネ・ヨアヒム（独語読み）またはイレーヌ・ジョアシャン（仏語読み）（Irène Joachim, 1913年3月13日 パリ – 2001年4月20日 パリ）は、フランスのソプラノ歌手。

## 略歴
父はヨーゼフ・ヨアヒムの息子ヘルマンで、母シュザンヌ・シェニョー（Suzanne Chaigneau）もヴァイオリニストであったため、幼児期からヴァイオリンとピアノの手解きを受けた。また、ドイツ語とフランス語のバイリンガルとして育った。1935年にパリ音楽院に学ぶ。
1938年に作曲家ジョルジュ・オーリックに見出され、同年2月2日にオペラ＝コミック座においてマルセル・サミュエル＝ルソーの歌劇《素敵な王様ダゴベール（フランス語: Le Bon Roi Dagobert）》のナンチルド役を歌ってデビューした。
1939年から1956年まで、オーリックのほか、アルバン・ベルクやダリウス・ミヨー、フランシス・プーランク、アルテュール・オネゲル、エリック・サティ、ルイージ・ダッラピッコラ、ピエール・ブーレーズらの作品の上演で活躍する。この間、《カルメン》のミカエラ役、シャブリエの《教育不足（フランス語: Une éducation manquée）》のエレーヌ役、《フラゴナール》のマルグリット役、《フィガロの結婚》の伯爵夫人役、ミヨーの《あわれな水夫（フランス語: Le pauvre matelot）》の妻役、ラロの《イスの王様》のロサン役、マスネ《ウェルテル》のソフィー役を演じた。
初演した役に、ポール・ル・フレムの《サン・マロの夜啼き鶯（フランス語: Le Rossignol de Saint-Malo）》のアゼノール役などがある。また1947年には、シャルル・ケクランの《ジャングルブック》の初演と、またアルバン・ベルクの《4つの歌曲》のフランス初演とに出演した。
1945年には、ジャーヌ・バトリを伴奏者に迎えて共演を果たした。
最晩年はアルツハイマー型認知症を患った。

## 評価
非の打ちどころのない発声法で名高く、1963年から1983年までパリ音楽院で後進の指導に勉めた。
今日では、ドビュッシーの《ペレアスとメリザンド》におけるメリザンド役の解釈でとりわけ名を遺し、1940年と1949年、1952年にオペラ＝コミック座で同役を演じた。またロジェ・デゾルミエールの指揮によりメリザンド役で録音を遺している。
シューベルトやシューマン、ベルクらのリートも得意としており、1959年には、カール・マリア・フォン・ウェーバーのリートをエレーヌ・ボッシのピアノ伴奏で録音し、グランプリ・デュ・ディスク（フランス・ディスク大賞）を受賞した。
現代音楽の上演にも積極的で、ジャン・ヴィエネやセルジュ・ニグ、アンリ・デュティユーらの作品のほか、ピエール・ブーレーズの《水の太陽（フランス語: Le soleil des eaux）》の初演でも歌っている。

## 脚註
1. ↑  Machart R. Notes to Irène Joachim recital on INA Mémoire Vive, 2000.
2. ↑  Wolff, Stéphane. Un demi-siècle d'Opéra-Comique 1900–1950. André Bonne, Paris, 1953.
3. ↑  Blyth A. Pelléas et Mélisande, in Opera, Thirty all-time great recordings. Opera magazine, London, 2002.